# Tour Triangle
Tour Triangle, auch bekannt als Projet Triangle oder einfach Triangle, ist ein seit 2022 im Bau befindliches Hochhaus auf dem Messegelände Messe Paris in Paris, Frankreich. Besitzer und Bauträger ist Das Unternehmen Viparis, eine Tochter-Holding von Unibail-Rodamco-Westfield. Die Kosten des Baus waren 2014 mit 520 Millionen Euro veranschlagt und lagen bei Baubeginn 2022 bei 660 Millionen Euro. Hauptinvestoren sind UBW und der Versicherer Axa.

## Architektur
Der Tour Triangle wurde von der Schweizer Agentur Herzog & de Meuron entworfen. Er soll eine Höhe von 180 Metern und 44 Stockwerke haben. Damit wäre er das dritthöchste Gebäude in der Stadt Paris nach dem Eiffelturm und dem Tour Montparnasse von 1973. Seine Form stellt ein auf einer der Mantelflächen stehendes dreieckigen Prismas dar, bei dem die Kanten des Dreiecks deutlich länger sind als die Höhe der Mantelfläche. So hat das Gebäude je nach Ort des Betrachters eine breite Silhouette und wirkt wie eine Pyramide, oder schmal und wie ein konventionelles Hochhaus.

## Geschichte
Erste Pläne für ein Hochhaus in Paris stammen aus dem Jahr 2008. Damals präsentierte der Architekt Jacques Herzog den ersten Entwurf mit einer Höhe von 200 Metern und einer für 2014 anvisierten Fertigstellung. Eine überarbeitete Version wurde 2014 im Pariser Stadtrat zunächst knapp abgelehnt, fand aber im Folgejahr auf Betreiben von Bürgermeisterin Anne Hidalgo (PS) eine Mehrheit. Zu den Projektgegnern gehörten neben Hidalgos Koalitionspartner von der links-ökologisch orientierten Partei EELV auch bürgerlich-rechte Politiker, darunter der Bezirksbürgermeister des 15. Arrondissements, Philippe Goujon (Les Républicains). Die Uno-Kulturorganisation Unesco hatte auch Bedenken und vor dem Bau dieses und weiterer Wolkenkratzer gewarnt, da Paris eine der seltenen erhaltenen horizontalen Städte sei.

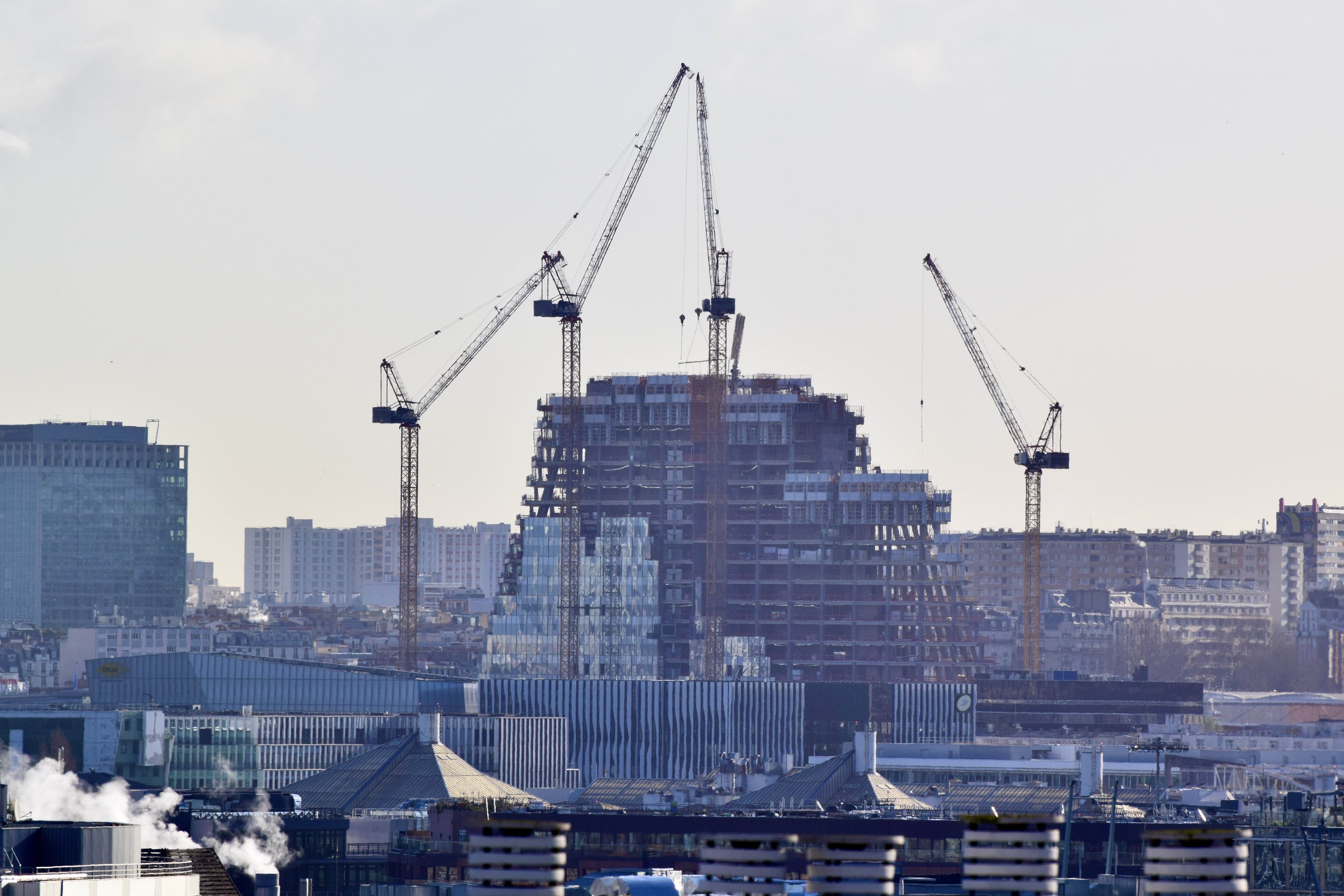
Baustelle im februar 2025

Acht Jahre später wurde im Februar 2022 mit dem Bau begonnen. Mit den finanziellen Belastungen durch die COVID-Beschränkungen begründete URW die Reduktion seiner Beteiligung am Projekt auf 30 % bei Baubegnn. Der Versicherer AXA stieg als Investor mit ein. Etwa zwei Drittel der 91.000 Quadratmeter des Hochhauses sollen als Büroflächen genutzt werden, zudem soll es ein Hotel mit 130 Zimmern, eine Kindertagesstätte und Geschäfte geben.
Das Projekt ist auch nach Baubeginn weiterhin stark umstritten. Seit 2020 wurden mehrere Klagen bzw. Strafanzeigen eingereicht, die sich teilweise gegen die Vertragsvergabe durch die Stadt Paris an den Bauherrn und Betreiber, das Unternehmen Viparis, eine Tochtergesellschaft von Unibail-Rodamco-Westfield, richteten, teilweise gegen das Bauprojekt als solches. Die grünen Stadtrats-Abgeordneten bezeichneten das Projekt als „klimatische Abartigkeit“, das aufgrund seines „katastrophalen“ CO2-Bilanz aufgegeben werden sollte. „Wie lässt sich der Bau eines Turms aus Glas und Stahl mit enormem Energiebedarf und 70.000 Quadratmetern Bürofläche in Paris rechtfertigen – einer Stadt, die bereits jetzt von Büros überflutet ist?“, fragte der Verein „Collectif Contre La Tour Triangle“.
Im Juni 2021 eröffnete die zentrale französische Finanzstaatsanwaltschaft (PNF) ein Vorverfahren wegen des Verdachts auf Günstlingswirtschaft (Favoritisme) bei der Vertragsvergabe und im März 2022 ein Ermittlungsverfahren in der Sache, nachdem die Pariser Bezirksbürgermeisterin Rachida Dati (LR) sowie die Antikorruptionsorganisation Anticor Strafanzeige gestellt hatten. Dati und Anticor stützten sich dabei auf einen Bericht des Rechnungshofs der Region Île-de-France von 2020. Am 13. Dezember 2021 reichten zudem mehrere nichtstaatliche Organisationen eine Anzeige gegen das Bauprojekt beim PNF ein. Die Entscheidung über die Einleitung eines Verfahrens war im Juni 2022 noch anhängig.
Der Pachtvertrag über das Grundstück läuft über 80 Jahre; URW zahlt der Stadt für die Dauer des Pachtvertrags jährlich 2 Millionen Euro Pacht.

## Rezeption
Laura Weißmüller schrieb in der Süddeutschen Zeitung, dass die Aussicht aus den neuen Hochhäusern in Paris und anderswo fantastisch sein möge, „die Bodenperspektive ist es nicht.“ Das Versprechen, solche Hochhausprojekte wie das Tour Triangle würden den überhitzten Wohnungsmarkt entspannen, klängen „wie Hohn“, denn es könnten sich nur wenige Großverdiener dort eine Wohnung leisten. „Den Kampf um bezahlbaren Wohnraum wird das nicht mildern.“ Die Luxusquartiere würden die meiste Zeit leer stehen. Die ihre Eigentümer kämen bestenfalls nur alle paar Monate vorbei, oder besäßen sie als Wertanlage.
„Damit sind die neuen Hochhäuser zum Sinnbild für den Ausverkauf der Stadt geworden, für die Neoliberalisierung des Wohnens, für die Verdrängung ganzer Bevölkerungsgruppen aus dem Zentrum.“ Diskussionen über Silhouette, Höhenmeter und Fassadengestaltung seien Scheindebatten, vielmehr gehe darum, wer in Zukunft in der Stadt noch wohnen dürfe.